# 登齐尔·道格拉斯
登齐尔·道格拉斯（Denzil Douglas，1953年1月14日—），圣基茨和尼维斯政治家，曾任圣基茨和尼维斯总理。
道格拉斯首先成为圣基茨和尼维斯工党全国执行委员会中的年轻的劳工代表。1977年和1984年，他分别获得理学学士和医药学学士学位，1986年他开始成为私人医生，并在1980年代后期成为圣基茨和尼维斯医学协会主席。
道格拉斯1987年当选为工党副领袖。1989年当选为议会议员，并担任议会反对党领袖这一年，他还当选为圣基茨和尼维斯工党领袖。
在他的带领下，工党在1995年的大选中获胜，他于7月6日出任总理，2000年3月和2004年10月两次大选中，他继续担任总理。其間先役兼任外交、国家安全、移民、可持续发展、土地、旅游、体育及文化部长。
2011年3月10日，中華民國總統馬英九在總統府頒贈道格拉斯總理特種大綬卿雲勳章，而道格拉斯贈與馬英九聖克里斯多福及尼維斯勳章。
2015年，聖基茨和尼維斯工黨敗選，結束了他近廿年的總理任期。他繼續領導該黨至2021年，並於2022年大選中連任國會議員。其後他再次擔任外長。

## 荣誉

### 外国勋章奖章
- 特种大绶景星勋章（中华民国，2003年11月28日批准[2]，同日于台北总统府颁授[3]）
- 特种大绶卿云勋章（中华民国，2011年3月10日于台北总统府颁授[4]）